# Оно-ха Итто-рю
Оно-ха Итто-рю (яп. 小野派一刀流) — древняя школа кэндзюцу, одно из первых и самых старых ответвлений стиля Итто-рю, классическое боевое искусство Японии, основанное приблизительно в XVII веке мастером по имени Оно Дзироэмон Тадааки. Стиль Оно-ха Итто-рю оказал сильнейшее влияние на формирование техник и философии современного кэндо.

## История
Школа Оно-ха Итто-рю была основана приблизительно в XVII веке самураем по имени Оно Дзироэмон Тадааки (яп. 小野次郎衛門忠明, настоящее имя — Микогами Тэндзэн (яп. 神子上典膳), 1565 — 1628) на основе техник школы Итто-рю.
После того, как Тадааки был назначен кэндзюцу сиханъяку (инстуктр фехтования) вторым сёгуном Токугава Хидэтада, Оно-ха Итто-рю стала одной из двух официальных школ кэндзюцу сёгуната Токугава. Кроме того, Оно Дзироэмон также служил третьему сёгуну Иэмицу.
Преемником Тадааки стал его сын — Оно Тадацунэ (1600—1691), он же и дал школе современное имя Оно-ха Итто-рю. Именно ему приписывают разработку специальных перчаток — Ониготэ (яп. 鬼小手おにごて, «дьявольские перчатки»), являющихся по сей день отличительной особенностью школы. Благодаря ониготэ, у практикующих есть возможность наносить удары боккэном в полную силу.
Главенство школы в семье Оно оставалось вплоть до четвёртого сокэ — Оно Дзираэмона Тадакадзу, который взял в ученики Цугару Этико-но-ками Нобумаса, главу клана Цугару, который позже основал одноименную линию. Впоследствии Цугару Нобутоси вернул обязанность передачи школы семье Оно, обучив Оно Тадахису и Тадакату.
В период Кансэй (1789—1801), седьмой глава школы, Оно Тадаёси, учил вассала Цугару по имени Ямага Хатиродзаэмон Таками всей программе обучения Оно-ха Итто-рю, и после этого семьи Цугару и Ямага работали вместе с целью передать систему. Позднее в семье Оно не нашлось преемника и примерно с 1800 года практически до конца XIX века главенство школы передавалось параллельно в семьях Цугару и Ямага. Сотрудничество семей продолжалось до периода Тайсё (1912—1926), когда Сасамори Дзюндзо (яп. 笹森順造, 1886—1976), хорошо известный кэндоист, христианский священник, педагог, который позже стал влиятельным политиком, известный своей работой за международный мир, унаследовал школу.
Текущим, 17-м сокэ школы является Сасамори Такэми (яп. 笹森建美), священник и известный педагог, вступивший в должность в 1975 году, сменив на посту своего отца, Сасамори Дзюндзо, а сама школа входит в состав организации Нихон Кобудо Кёкай.

## Программа обучения
Обучение Оно ха Итто рю традиционно проводится в виде кумитати (яп. 組太刀) и ката. Основной принцип стиля выражается фразой «итто сунавати банто», что переводится как «один меч — это 10000 мечей»; что значит, если понимаешь фундаментальные принципы искусства фехтования, одна техника воплощает и подсказывает другие техники и ситуации, с которыми фехтовальщик может столкнуться.
Программа школы Оно-ха Итто-рю включает в себя более 180 различных техник, объединённых в ката (катагэйко (яп. 形稽古) — изучение и отработка ката), которые по мере обучения подразделяются на серии:
- 50 + 10 (дополнительных) кумитати меч против меча с использованием одати (яп. 大太刀);
- 9 кумитати одати против кодати;
- 8 кумитати кодати против кодати (айкодати (яп. 슴小太刀));
- 1 кумитати Сандзю (яп. 三重) нагаоотати (сверхдлинный меч);
- 11 кумитати с затупленным мечом (хабики (яп. 刃引));
- 10 кумитати Хосято (яп. 秘中の秘極意払捨刀) — держащийся в тайне секретный (метод) отбрасывающего меча;
- 5 кумитати Кодзё гокуи готэн (яп. 高上極意五点, «пять точек»);
- 20 кумитати Хакири-Ай/Дзюни Тэн Макикаэси (яп. 八キ リ合, «рубка отточеными мечами»);
- 9 кумитати Кука но тати (яп. 九個之太刀, «девять приёмов с мечем тати»);
- 11 кумитати Тарюкати-но тати (яп. 他流 勝之太刀, «Победные приёмы с мечем тати над другой школой);
- 17 ката Цумэдза батто (яп. 詰座抜刀) — выхватывание меча из ножен в положении сэйдза (сидя на коленях);
- 5 ката Цумэдза батто айкодати;
- 5 ката Татиай батто (яп. 立合抜刀) — выхватывание меча из положения стоя;
- Итто-рю дзё но тати (яп. 刀流浄之太刀) — священный (чистый) меч Итто-рю;
- Гунсин Огами но сики Тати (яп. 軍 神御拜之式太刀) — обряд поклонения воинским богам.

### Камаэ
При изучении Оно-ха Итто-рю большое внимание уделяется какэкюхин (яп. 架九品) — практике 9 камаэ (стоек):
1. Сэйган (яп. 正眼);
2. Ин (яп. 陰);
3. Ё (яп. 陽);
4. Дзёдан (яп. 上段);
5. Гэдан (яп. 下段);
6. Вакигамаэ (яп. 脇構);
7. Онкэн (яп. 隠剣);
8. Касуми (яп. 霞) — тюдан, дзёдан, гэдан;
9. Хонгаку (яп. 本覚).

### Тренировочное снаряжение
Оно-ха Итто-рю в своей практике вместо меча использует бокуто (яп. 木刀) или боккэн (яп. 木剣), который передаёт вес и балансировку настоящей катана. В некоторых ката используется хабики (яп. 刃挽) — меч с затупленным лезвием. Бокуто для изучения Оно-ха Итто-рю изготовлены, как правило, из дуба, однако встречаются экземпляры из ясеня и вишни.
Во время отработки ката, Утигата (яп. 打方) использует специальные перчатки — Ониготэ (яп. 鬼小手おにごて), которые полностью защищают предплечья и позволяют Сигата (яп. 仕方) наносить по ним удар в полную силу.

## Генеалогия
Наследники школы Оно-ха Итто-рю делятся на три ветви: в семьях Оно, Цугару и Ямага. От семьи Оно искусство перешло к клану Цугару, после чего вновь вернулось к Оно, а затем передалось Ямага. От последних знания стиля перешли к семье Сасамори, в которой и остаются по сей день.
Линия передачи традиций школы Оно-ха Итто-рю выглядит следующим образом:
1. Ито Иттосай Кагэхиса, основатель Итто-рю;
2. Оно Дзироэмон Тадааки (1565/1569 — 1628), основатель Оно-ха Итто-рю;
3. Оно Тадацунэ (яп. 小野忠常, 1608 — 1665/1666);
4. Оно Тадаёри (яп. 小野忠於);
5. Оно Тадакацу (яп. 小野忠一);
6. Оно Тадаси (яп. 小野忠方) / Цугару Нобухиса (яп. 津軽信寿, 1646 — 1746);
7. Оно Тадаёси (яп. 小野忠喜);
8. Оно Тюко (яп. 小野忠孝);
9. Оно Тадасада (яп. 小野忠貞);
10. Оно Тадамаса (яп. 小野忠政);
11. Ямаока Тэссю (яп. 山岡鉄舟, 1836 — 1888), основатель Итто Сёдэн Муто-рю;
12. Ямага Такатомо;
13. Сасамори Дзюндзо (яп. 笹森順造);
14. Сасамори Такэми (яп. 笹森建美).